# Лускарёв, Владимир Яковлевич
Владимир Яковлевич Лускарёв (21 января 1935, Боровичи, Ленинградская область — 9 октября 2022, Воронеж) — передовик производства, водитель Центрального рудоуправления Навоийского горно-металлургического комбината, Герой Социалистического Труда (1980).

## Биография
Родился 21 января 1935 года в городе Боровичи Ленинградской области (сегодня — Новгородская область). Трудовую деятельность начал в 1952 году учеником слесаря. После окончания водительских курсов работал с 1968 года на автобазе Центрального рудоуправления Навоийского горно-металлургического комбината, на которой проработал 26 лет. С 1973 года был водителем автосамосвала БелАЗ-548 на карьере «Мурунтау». Был назначен бригадиром водителей. В сложных условиях вывозил породу по 40 — 110 тонн. За выдающиеся достижения в трудовой деятельности во время Всероссийского социалистического соревнования был удостоен в 1980 году звания Героя Социалистического Труда.
В 1994 году вышел на пенсию и переехал в Воронеж, где проживает в настоящее время.

## Награды
- Герой Социалистического Труда — указом Президиума Верховного Совета СССР от 7 августа 1980 года
- Орден Ленина (1980)
- Орден «Знак Почёта»